# مزاج مرکب
مزاج مرکب، در پزشکی سنتی عبارت است از برآیند مزاج داروهای تکی ترکیب شده در یک داروی مرکب، اعم از معجون، گوارشی، ایارج، و ... .

## مثال
برای بدست آوردن مزاج داروی مرکبی از، زنجبیل که در دویم گرم و خشک است و کندر که در سیم گرم و خشک است و بنفشه که در دویم سرد و تر است، بدین گونه عمل می‌کنیم:
درجه گرمی و خشکی یک قدر شربت زنجبیل در محاسبات مرکب سه محسوب می‌شود (۱ قدر شربت + ۲ درجه گرمی و خشکی آن = ۳) چون اندازه آن دو قدر شربت است پس مجموع آن ۶ می‌شود.

درجه گرمی و خشکی یک قدر شربت کندر هم چهار محسوب می‌گردد (۱ قدر شربت + ۳ درجه گرمی و خشکی آن = ۴) چون قدر شربت آن ۱ است، همان چهار می‌شود.
درجه گرمی و خشکی یک قدر شربت بنفشه هم ۱ محسوب می‌گردد (۱ قدر شربت + ۰ درجه گرمی و خشکی آن = ۱) چون قدر شربت بنفشه یک است پس ضریبی ندارد و همان یک محاسبه خواهد شد. 
در نتیجه درجه گرمی و خشکی این مرکب با توجه به اعداد مذکور 6 + 4 + 1 = ۱۱ است. درجات سردی و تری هم به همین قیاس. پس درجه تری این مرکب ۶ می‌شود. چون  عدد شش را از یازده (اقل از اکثر) کسر کنیم، پنج باقی خواهد ماند. در پایان برای بدست آوردن درجه گرمی و خشکی مرکب فوق عدد حاصل را بر تعداد شربت‌ها مرکب تقسیم می‌کنیم. یعنی پنج را تقسیم بر چهار می‌کنیم و حاصل قسمت آن یک و بیست و پنج صدم است که درجه گرمی و خشکی مرکب مذکور است.